# Swimmy
Swimmy est une plateforme de location de piscines entre particuliers, inspirée du modèle d'Airbnb, présente en France et en Espagne.

## Création
La startup est fondée en 2017 par Raphaëlle de Monteynard, qui fait le constat qu’une partie importante du parc de piscines privées français est peu utilisée. Les piscines étant des actifs couteux, peu utilisés, mais robustes, elles sont adaptées à l’économie du partage. Un prototype du site internet est lancé en juillet 2017 afin d’accueillir les premières transactions, en France exclusivement au démarrage.

## Modèle économique
Swimmy est une place de marché au sein de laquelle se rencontre une offre (des propriétaires de piscine) et une demande (des locataires de piscine). 
Les utilisateurs locataires ont accès à un inventaire de piscines privées à proximité de leur piscine et peuvent prendre contact avec les propriétaires de piscines. 
L’entreprise est rémunérée par le biais d’une commission prélevée sur chaque transaction réalisée sur le site. 

## Historique
En 2017, la startup ne compte qu'une petite poignée de propriétaires et de locataires actifs.
En 2018, de premiers reportages sont réalisés, donnant plus d'écho au concept. Swimmy se rapproche des acteurs de l'hôtellerie pour une première expérimentation autour des piscines d'hôtel.
En 2019,, Swimmy s'étend en Espagne
En 2020, un passage au JT de TF1, ainsi que sur M6 (Capital) ou encore dans Le Parisien et une série d'articles, font croître la notoriété du concept. En parallèle, Swimmy réalise une levée de fonds auprès d'investisseurs privés afin de pouvoir poursuivre son développement technologique et géographique.
En 2021, l'entreprise prévoit de déployer une application, sous android et IOS, pour faciliter à la fois la gestion des annonces et la réalisation des transactions.